# Phintias (Töpfer)
Phintias (altgriechisch Φιντίας Phintías) war ein griechischer Töpfer, der Ende des 5. Jahrhunderts v. Chr. in Athen tätig war.
Bekannt ist er einzig durch seine Signatur als Töpfer auf einer Eichellekythos im Liebieghaus in Frankfurt: ΦΙΝΤΙΑΣ ΑΘΕΝΑΙΟΣ ΕΠΟΕΙ („Phintias der Athener hat es gemacht“). Diese Vase wurde vom nach ihr benannten Maler der Frankfurter Eichellekythos bemalt und stellt dessen Namenvase dar. Ihm werden noch zwei weitere, möglicherweise ebenfalls von Phintias getöpferte Vasen zugeschrieben.
Er ist nicht identisch mit dem gleichnamigen Töpfer und Vasenmaler Phintias, der im späten 6. Jahrhundert v. Chr. tätig war.